# Брачи Гарсия, Хосуэ
Хосуэ Брачи Гарсия (исп. Josué Brachi García, род. 8 сентября 1992 года, Севилья, Испания) — испанский тяжелоатлет, выступающий в весовой категории до 56 кг. Чемпион Европы (2018). Призёр чемпионатов Европы. Участник летних Олимпийских игр в Рио-де-Жанейро.

## Биография
Хосуэ Брачи Гарсия родился 8 сентября 1992 года в Севилье. Отец Хосуэ — Хуан Карлос, бывший испанский тяжелоатлет. Изначально хотел занимался футболом, но в 13 лет увлёкся тяжёлой атлетикой.
Я хотел играть в футбол, но был очень плох в этом. Мой отец, который раньше был штангистом, убедил меня попробовать в тяжелой атлетике, потому что был уверен, что мне это понравится. Я попробовал это и был очарован с самого начала. Я хотел заниматься все больше и больше.
Чемпион Европы среди юношей (2012, 2014), серебряный призёр юношеского чемпионата мира (2012).
В 2010 году дебютировал на взрослом уровне. На чемпионате Европы в Минске стал 11-м в категории до 56 кг.
Участник Олимпийских игр в Рио-де-Жанейро.
В 2018 году на чемпионате Европы в Бухаресте выиграл золото, став первым испанцем-чемпионом Европы по тяжелой атлетике среди мужчин.
В мае 2022 года на чемпионате Европы в Тиране завоевал серебряную медаль с итоговым результатом 256 килограммов. 
В феврале 2024 года на чемпионате Европы в Софии Хосуэ завоевал бронзовую медаль в упражнении толчок, показав результат 131 кг. В рывке все три попытки были неудачными. 
Живет в Севилье, выступает за спортивный клуб CD San Pablo.

## Участие в международных соревнованиях
Чемпионаты Мира
| Год            | Место проведения  | Категория      | Рывок (kg)     | Рывок (kg)     | Рывок (kg)     | Рывок (kg)     | Толчок (kg)    | Толчок (kg)    | Толчок (kg)    | Толчок (kg)    | Сумма          | Итоговое место |
| Год            | Место проведения  | Категория      | 1              | 2              | 3              | Rank           | 1              | 2              | 3              | Rank           | Сумма          | Итоговое место |
| Чемпионат мира | Чемпионат мира    | Чемпионат мира | Чемпионат мира | Чемпионат мира | Чемпионат мира | Чемпионат мира | Чемпионат мира | Чемпионат мира | Чемпионат мира | Чемпионат мира | Чемпионат мира | Чемпионат мира |
| -------------- | ----------------- | -------------- | -------------- | -------------- | -------------- | -------------- | -------------- | -------------- | -------------- | -------------- | -------------- | -------------- |
| 2017           | Анахайм, США      | до 56 кг       | 116            | 118            | 120            | 3              | 135            | 138            | 140            | 5              | 258            | 5              |
| 2015           | Хьюстон, США      | до 56 кг       | 115            | 118            | 120            | 7              | 138            | 140            | 143            | 16             | 260            | 11             |
| 2014           | Алматы, Казахстан | до 56 кг       | 114            | 118            | 118            | 15             | 133            | 133            | 138            | 24             | 247            | 22             |
| 2013           | Вроцлав, Польша   | до 56 кг       | 109            | 113            | 115            | 8              | 133            | 136            | 136            | 11             | 246            | 9              |
| 2011           | Париж, Франция    | до 56 кг       | 103            | 107            | 107            | 23             | 125            | 130            | 133            | 24             | 237            | 22             |
| 2010           | Анталья, Турция   | до 56 кг       | 102            | 105            | 109            | 22             | 122            | 126            | 129            | 21             | 234            | 21             |